# 毛細胆管

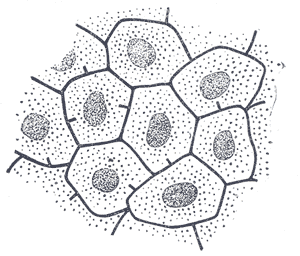
ウサギの毛細胆管

毛細胆管（もうさいたんかん、英: bile canaliculus）とは、肝細胞より分泌される胆汁を受け取る薄い管。毛細胆管は集合して集合胆管を形成し、最終的に肝管(en:common hepatic duct)となる。
肝細胞の形状は多面体であり決まった形態をとらない。肝細胞の表面には類洞が縁取っており、他の肝細胞と接触している。毛細胆管は肝細胞の側面の溝により形成される。
微絨毛は小管に存在するがまばらである。